# 斯塔舒夫縣

50°31′01.56″N 21°11′37.64″E / 50.5171000°N 21.1937889°E
斯塔舒夫縣（波蘭語：Powiat staszowski），是波蘭的縣份，位於該國中部，由聖十字省負責管轄，首府設於斯塔舒夫，面積925平方公里，2010年人口73,125，人口密度每平方公里79人。